# Branislav Dimitrijević
Branislav Dimitrijević (ur. 28 stycznia 1876 w Perlezie, zm. 10 lutego 1942 w Belgradzie) – chorwacki prawnik i ekonomista.

## Życiorys
Studia prawnicze odbył w Wiedniu i Zagrzebiu. W 1904 roku na Uniwersytecie w Zagrzebiu uzyskał stopień naukowy doktora.
W latach 1899–1912 był sędzią, a w latach 1912–1937 wykładowcą na zagrzebskim wydziale prawa. W 1916 roku uzyskał tytuł naukowy profesora. Do jego szczególnych zainteresowań naukowych należała teoria wartości.

## Wybrane publikacje
(opracowano na podstawie materiału źródłowego)
- Osnovni problem vrijednosti u svjetlosti moderne znanosti (1909)
- Politička ekonomija (1919)
- Nauka o prometu (1921)
- Nauka o dohotku (1926)